# Silosó
Silosó (en llatí Syloson, en grec antic Συλοσῶν), fill d'Eaces, fou germà de Polícrates, tirà de Samos.
Ajudà el seu germà a prendre el poder a Samos. Així, durant un temps tots dos germans (i un tercer germà de nom Pantagnot) van compartir el poder, però Polícrates va fer matar Pantagnot i envià a l'exili a Silosó. Aquest marxà a Egipte, on es trobava Cambises II de Pèrsia amb l'exèrcit persa. Mentre caminava un dia per Memfis, la seva capa escarlata va atreure l'atenció de Darios, fill d'Histaspes que en aquell temps servia a la guàrdia reial. Darios li va oferir de comprar-li la capa però Silosó li digué que no la volia vendre, que la hi volia donar, i així ho va fer.
Al cap d'un temps, Darios va ser el noble que pujà al tron quan es va enderrocar a l'usurpador Smerdis i Silosó va saber, amb sorpresa, que el desconegut a qui havia donat la capa ara era el rei. Va anar a Susa per tal de felicitar-lo i li demandà audiència. Darios el reconegué i li digué que estava agraït i que li donaria or i riqueses, però Silosó les refusà i li demanà el poder a Samos.
Darios va enviar al general Otanes a l'illa amb un exèrcit, que des de la mort de Polícrates estava governada per Meandri de Samos, que no estava en condicions de resistir un exèrcit persa. Va capitular davant l'ofensiva i abandonà l'illa amb els seus tresors. Otanes col·locà a Silosó en el poder, però el germà de Meandri, Carilau de Samos, que havia romàs allí amb el comandament de l'acròpoli, va atacar sobtadament els perses i va matar molts dels seus oficials. Per aquesta raó, els perses van decidir de fer una matança general dels illencs, per orde d'Otanes. L'illa va ser lliurada a Silosó sense homes sobre els quals governar. No obstant això, Otanes va repoblar l'illa amb gent d'altres llocs, però no se sap de quin país eren.
Estrabó presenta Silosó com un tirà cruel que va despoblar Samos i va governar l'illa com a tributari de Pèrsia fins a la seva mort, en data desconeguda. Després el seu fill Eaces el succeí, segons diuen Heròdot i Estrabó.